# 朱利亚别墅 (贝拉焦)

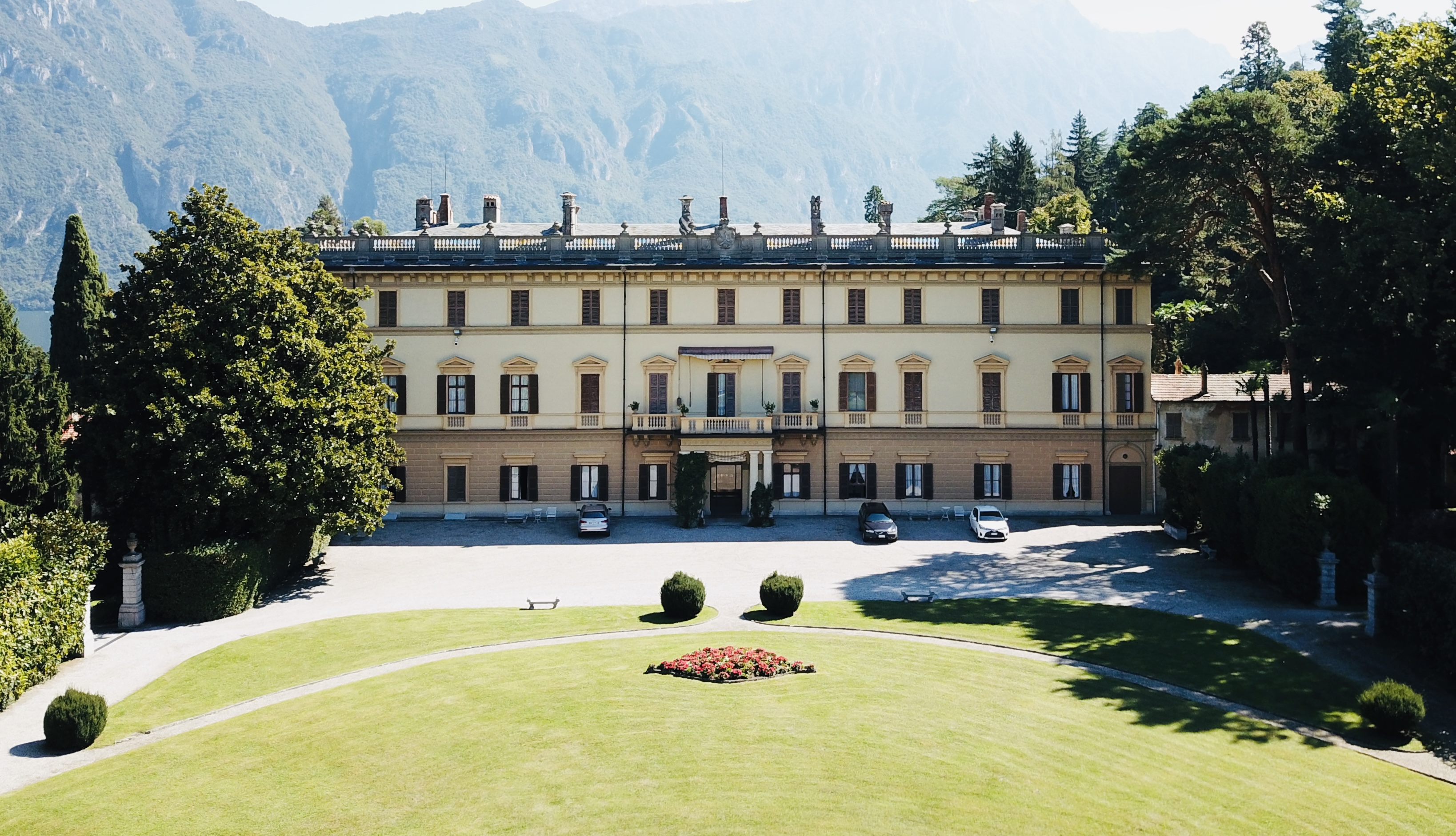

朱利亚别墅（Villa Giulia），原名“吉娜别墅”（Villa Zina），是一座历史住宅，位于贝拉焦雷加托拉区 Via Valassina, 81-83号。巨大的花园占地20多公顷，俯瞰科莫湖的两条支流，被认为是当地最美丽的别墅之一。别墅的橄榄林内有一处古老的“西塞里别墅”（Villa Ciceri），可以追溯到1500年，现在已经废弃。

## 别墅
这座令人印象深刻的优雅的别墅采用新古典主义风格，共有三层，由皮埃特罗·韦尼尼伯爵委托建筑师亚科波·马西诺设计。该别墅是在1624年建造的卡穆蒂奥别墅（Villa Camutia）的基础上建造的，于18世纪末开工，1806年完工，1882年添加两个侧翼。
该住宅位于贝拉焦“顶端”的凸起位置，可以俯瞰科摩湖的两条支流。从码头攀登100多级石阶，通往别墅，和意大利喷泉花园。
立面后部是另一座意式花园，花园里装饰着几何形状的花坛和黄杨木。别墅的公园包括一直延伸到维斯尼奥拉的森林和果园，今天是一片橄榄林，它连接着佩斯卡洛的村庄，还包括西塞里别墅的花园和建筑。
19世纪后半叶，朱利亚别墅成为一家豪华酒店。20世纪初，泰雷西奥·奥利韦利的家人曾在别墅里工作，今天，1944年，他因宣扬爱德、抵制法西斯所主张的仇恨文化而被捕，直至被杀殉道，2017年列为真福品。

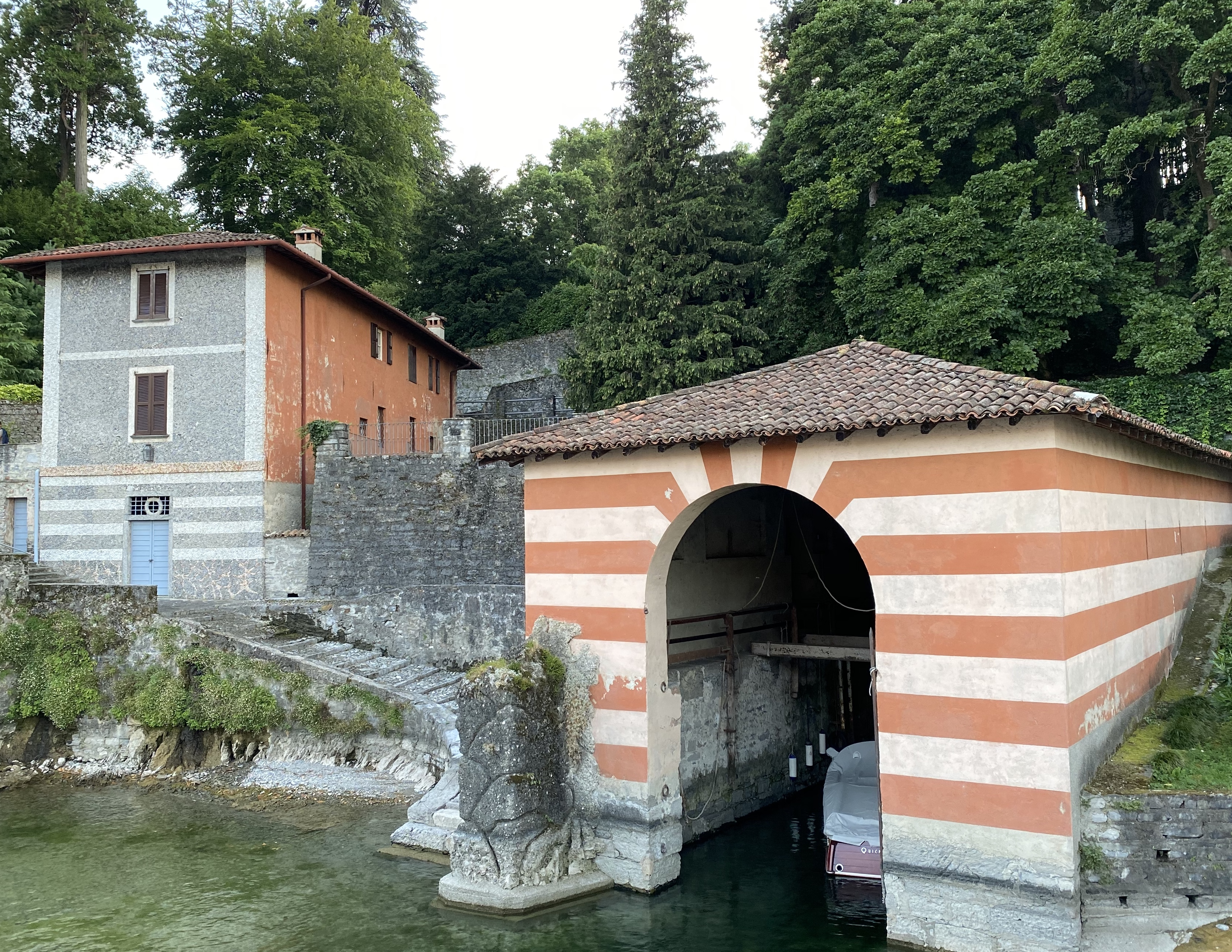
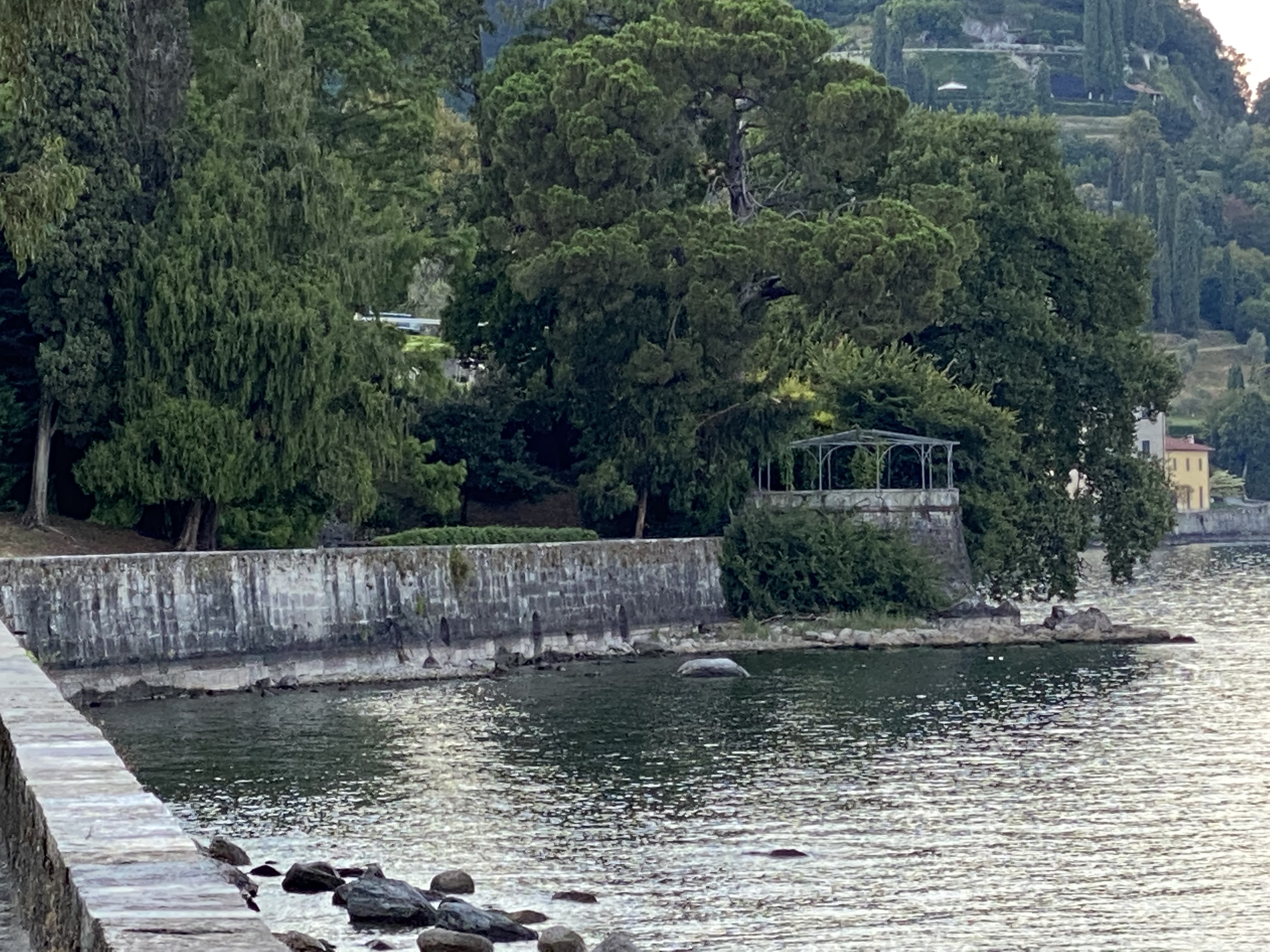
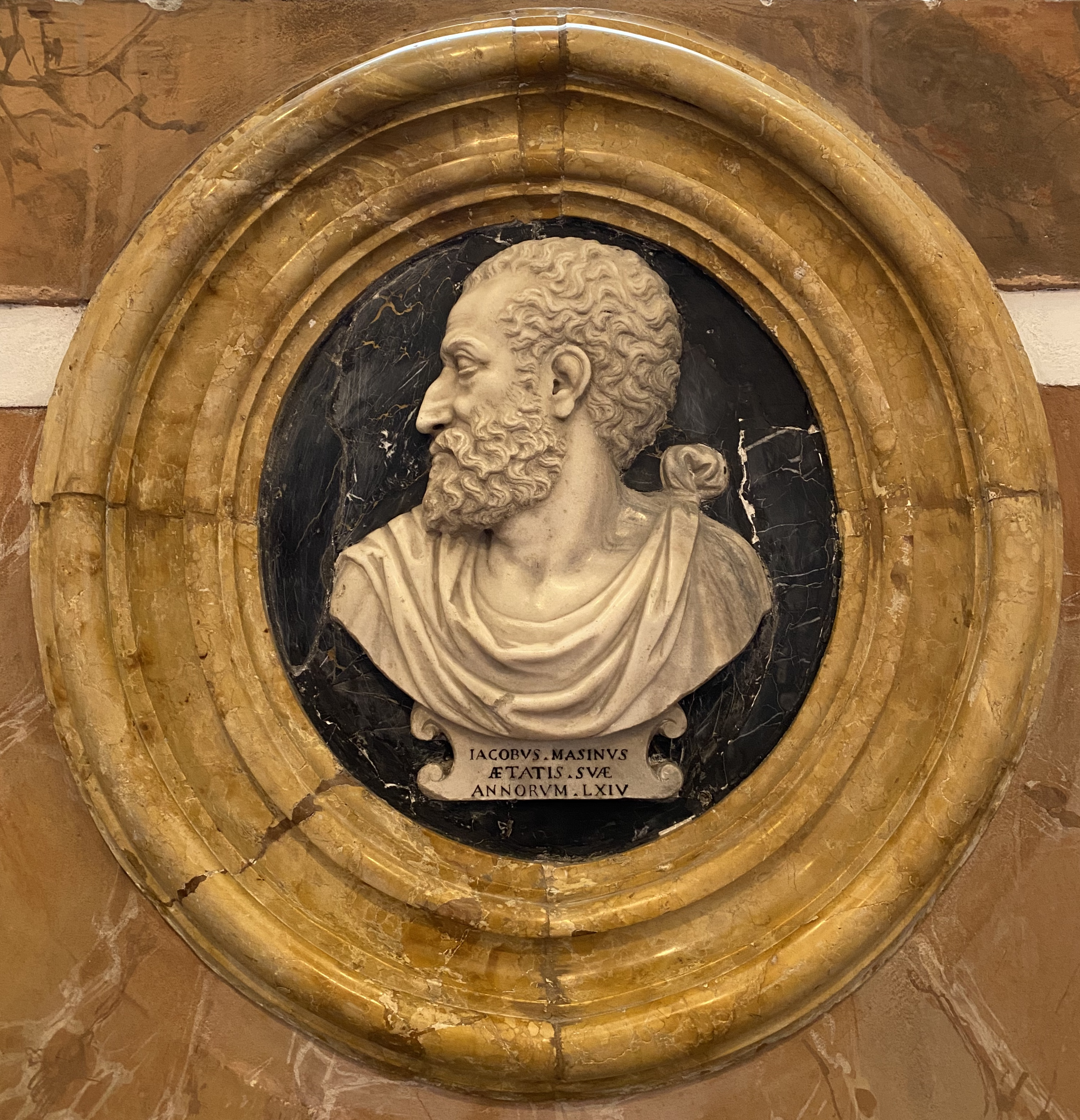
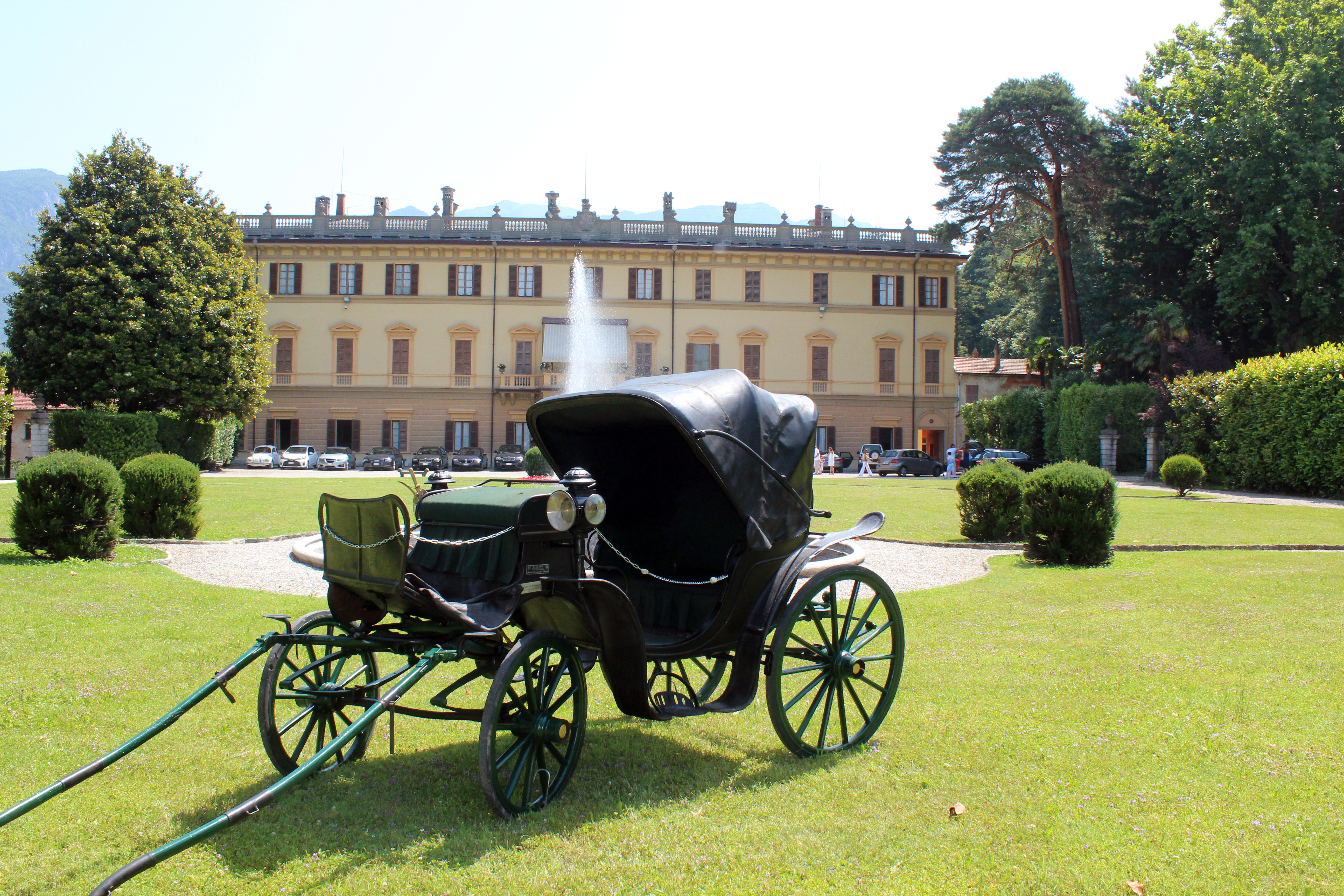
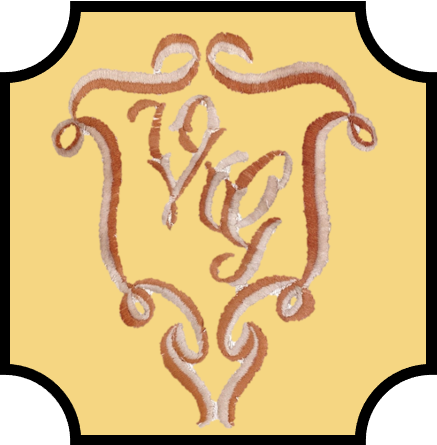
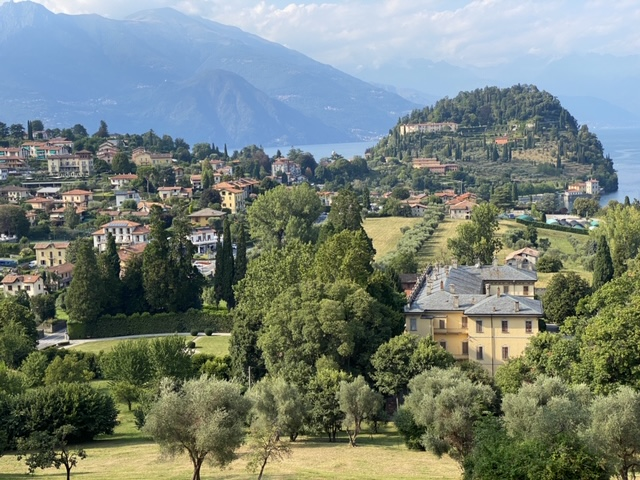
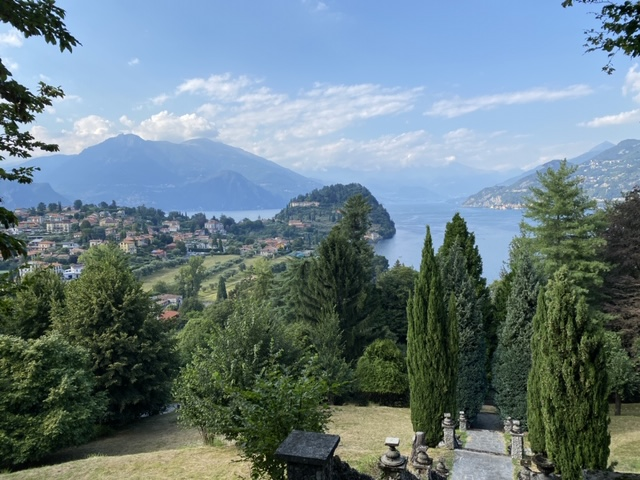
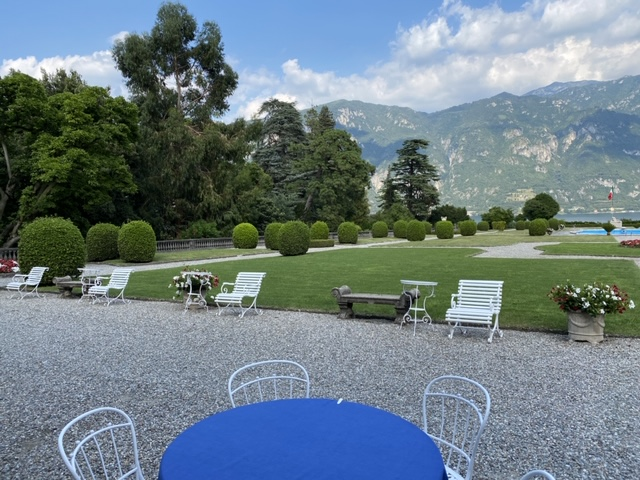
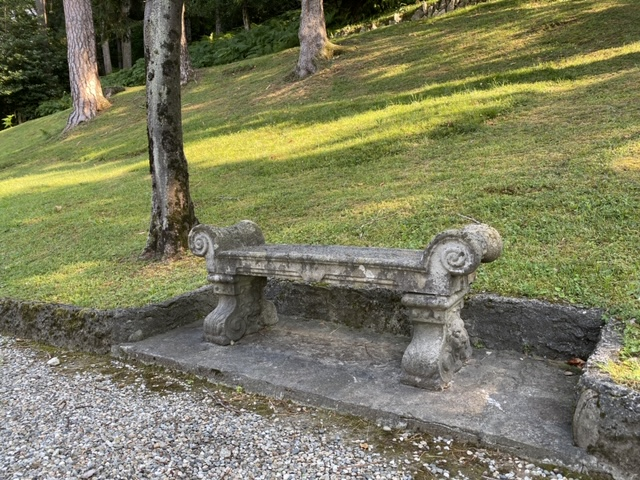
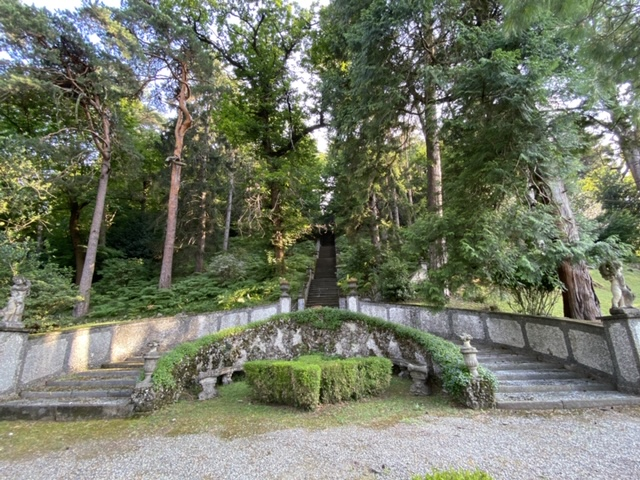
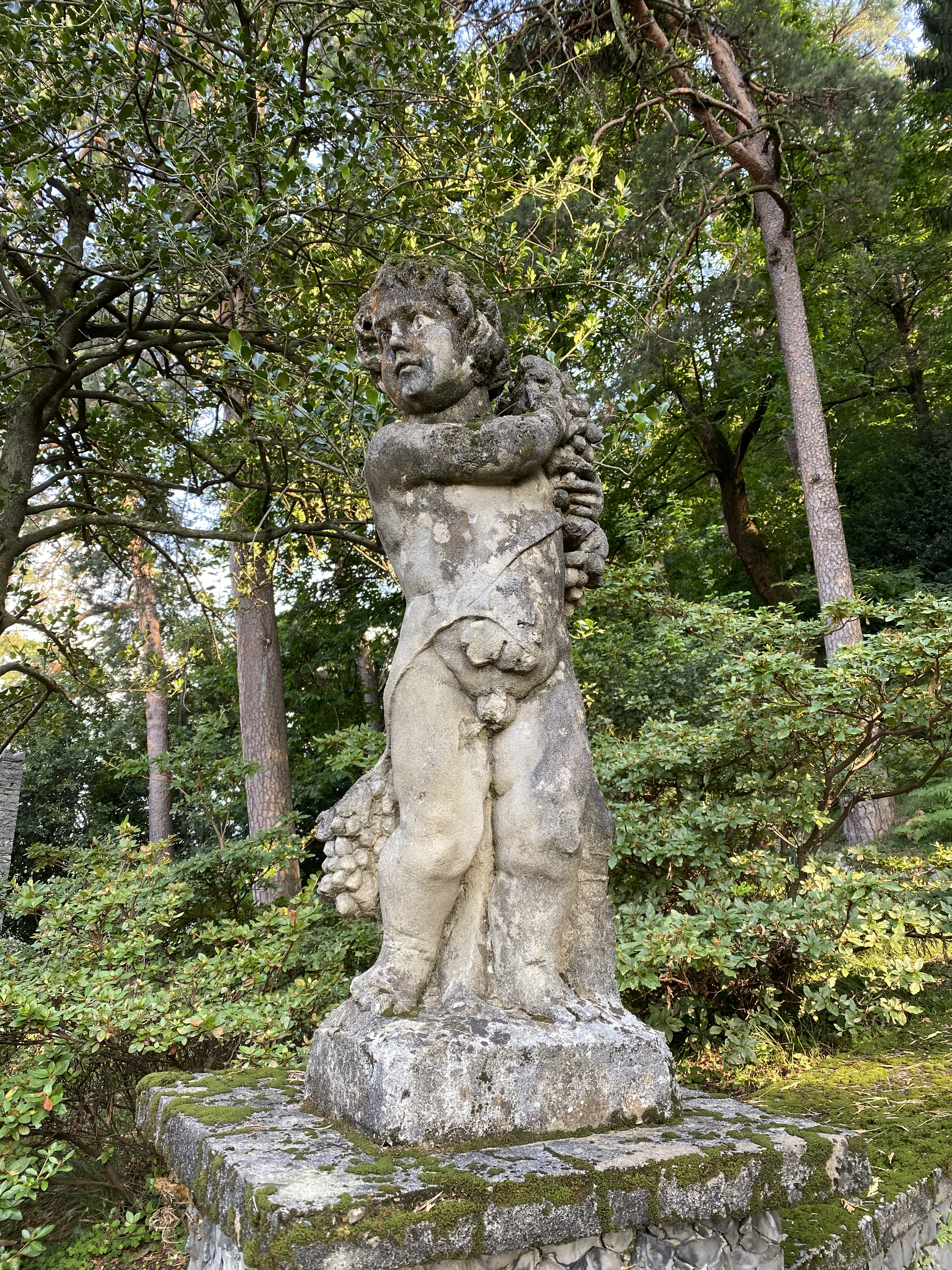
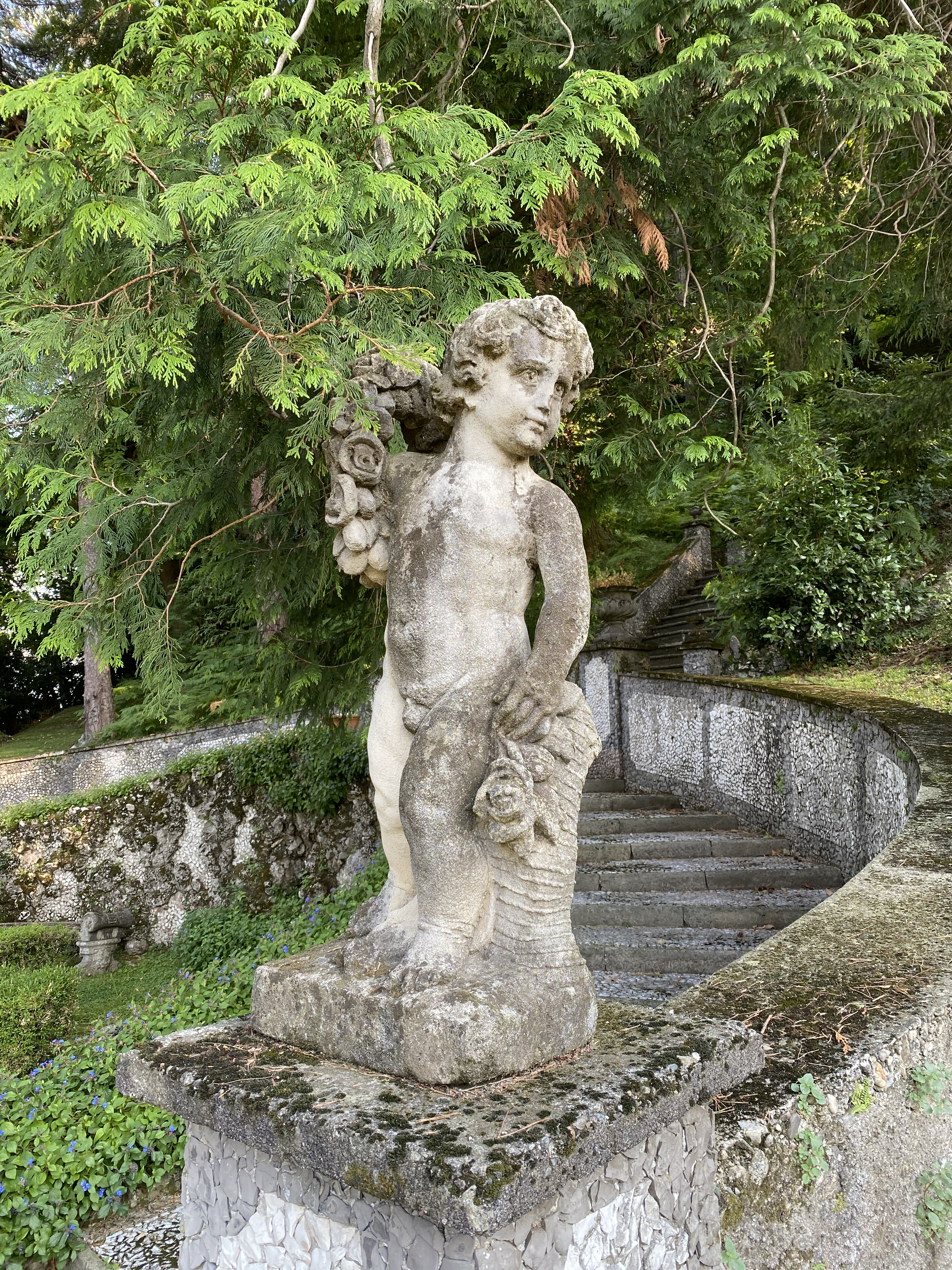
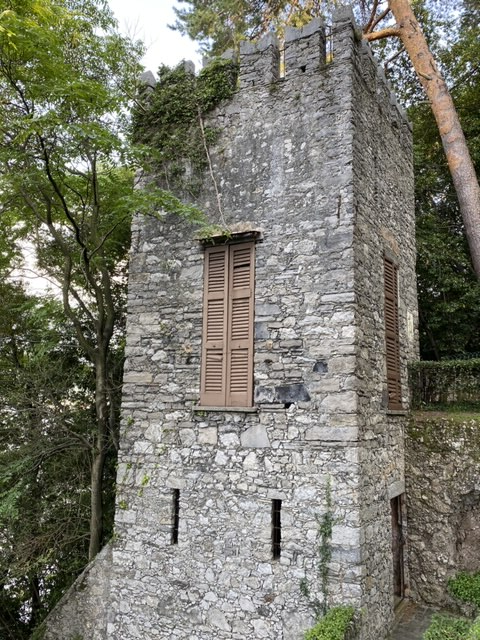
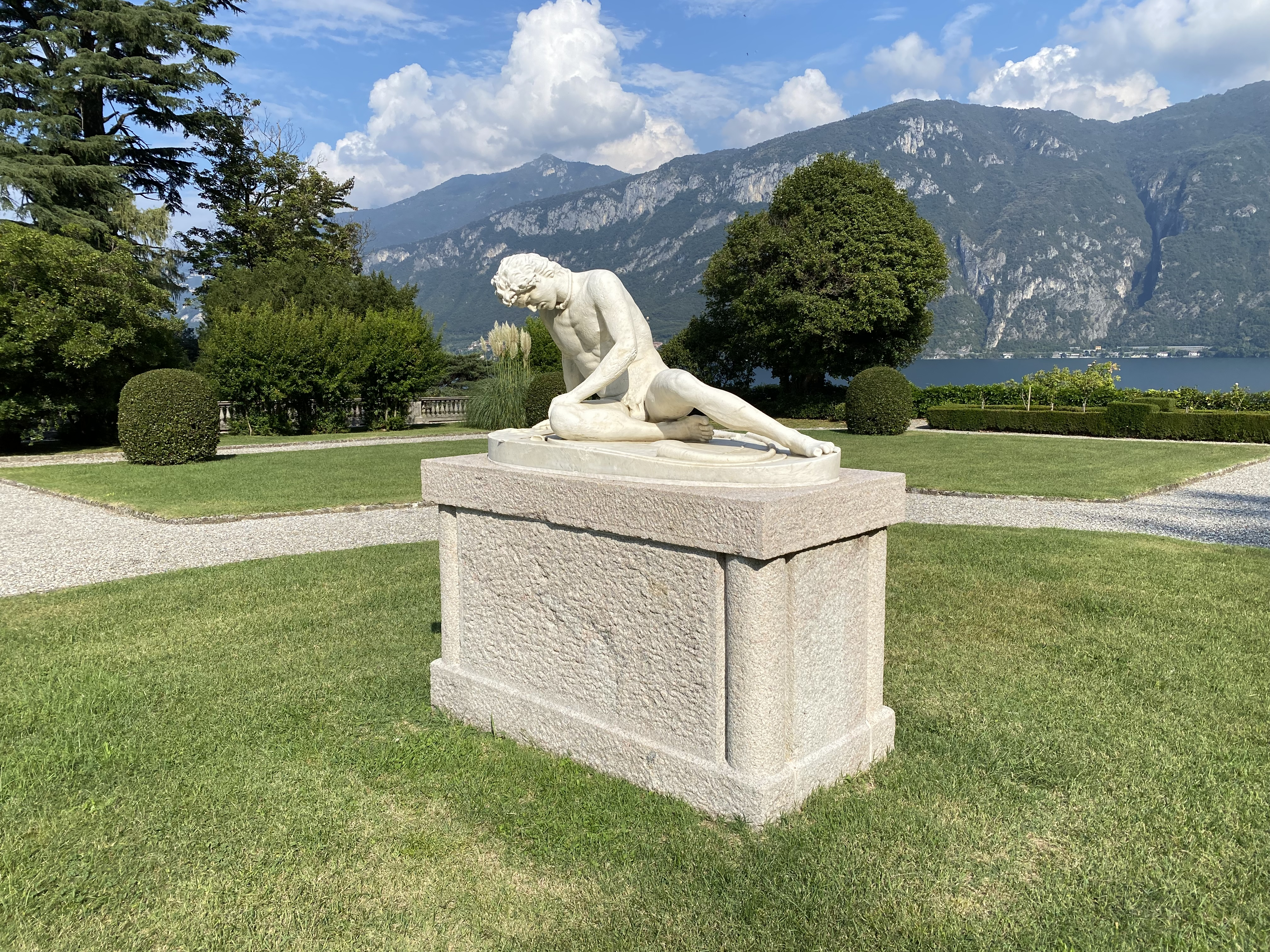